# Альбуговые
Альбуговые (лат. Albuginaceae) — семейство мицелиальных организмов из класса оомицетов (Oomycetes). Облигатные паразиты травянистых растений, в том числе некоторых возделываемых культур (например, левкоя и хрена). Вызывают болезнь растений известную под названием «белая ржавчина», поражая в основном надземные органы растений-хозяев, обычно, листья, молодые побеги и плоды.

## Строение
Альбуговые характеризуются эндофитным развитием мицелия в межклетниках растений. Неветвящиеся конидиеносцы развиваются под эпидермой хозяина, образуя плотный слой, разрывающий покровы растения; конидии прорастают зооспорами. Половое размножение и образование ооспор осуществляется в тканях хозяина.

## Таксономия
До недавнего времени семейство рассматривалось как монотипическое с единственным родом альбуго (Albugo), включающим 40—50 видов, но по итогам ревизии 2005 года оно было подразделено на три рода:
- Albugo (Pers.) Roussel, 1806
- Pustula Thines, 2005
- Wilsoniana Thines, 2005